# Serriculture

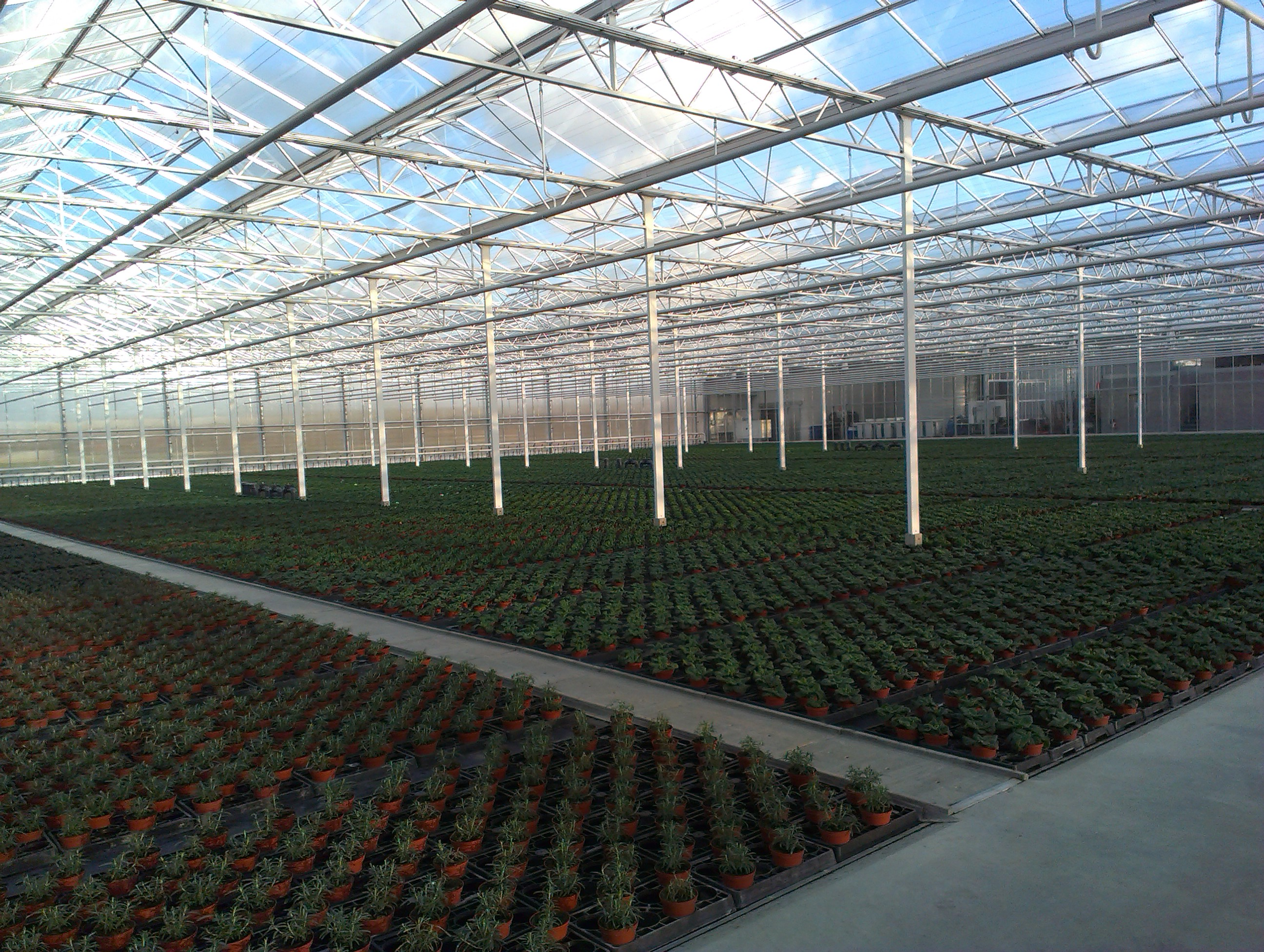
Serre avec plantes d'ornement en pot.

La serriculture (ou culture sous serre) désigne la pratique qui consiste à cultiver des végétaux (soit en culture maraîchère ou en horticulture ornementale) à l'intérieur d'une serre dans des conditions thermométriques, hygrométriques et photopériodiques adaptées et contrôlées.
La culture sous serre permet de bénéficier de la luminosité naturelle avec la possibilité de rallonger la photopériode par des lumières artificielles tout en gardant le contrôle des conditions hygrométriques et de la température. Elle permet notamment de rallonger la période où l'on peut cultiver certains végétaux, ou de les cultiver en dehors des régions où on les trouve originellement, notamment en les protégeant du froid.
Le serriculteur est un jardinier spécialisé dans la culture sous serre. 